# Medalha de Serviços Distintos (Civil)
A Medalha de Serviços Distintos é uma condecoração civil portuguesa que se destina a distinguir atos extraordinários individuais ou coletivos ligados à atividade das Forças de Segurança nos quais se tenham revelado qualidades de bravura, coragem, provado esforço, energia ou grande dedicação em serviço da segurança pública.
A Medalha foi criada em 30 de novembro de 1926, tendo sido reformulada em 12 de maio de 1982. É outorgada pelo Governo de Portugal, mediante despacho do Ministro da Administração Interna.

## Graus
A Medalha de Serviços Distintos compreende 2 graus:
- Medalha de Ouro
- Medalha de Prata

## Outras ligações
http://oblogdopita.blogspot.pt/2014/07/medalha-de-servicos-distintos-no.html